# Semelaspidus ambalangoda
Semelaspidus ambalangoda är en insektsart som först beskrevs av Green 1922.  Semelaspidus ambalangoda ingår i släktet Semelaspidus och familjen pansarsköldlöss.
Artens utbredningsområde är Sri Lanka. Inga underarter finns listade i Catalogue of Life.